# Alan Glynn
Alan Glynn (Dublino, 1960) è uno scrittore irlandese.
È noto principalmente per il romanzo Territori oscuri (The Dark Fields), da cui è stato tratto il film di Neil Burger Limitless, con Bradley Cooper, Abbie Cornish e Robert De Niro.
Alan Glynn ha studiato al Trinity College di Dublino, dove ha conseguito la laurea in Letteratura inglese. Ha lavorato in Italia, e precisamente a Verona, come insegnante di inglese e a New York come giornalista.